# Jo Schouwenaar-Franssen

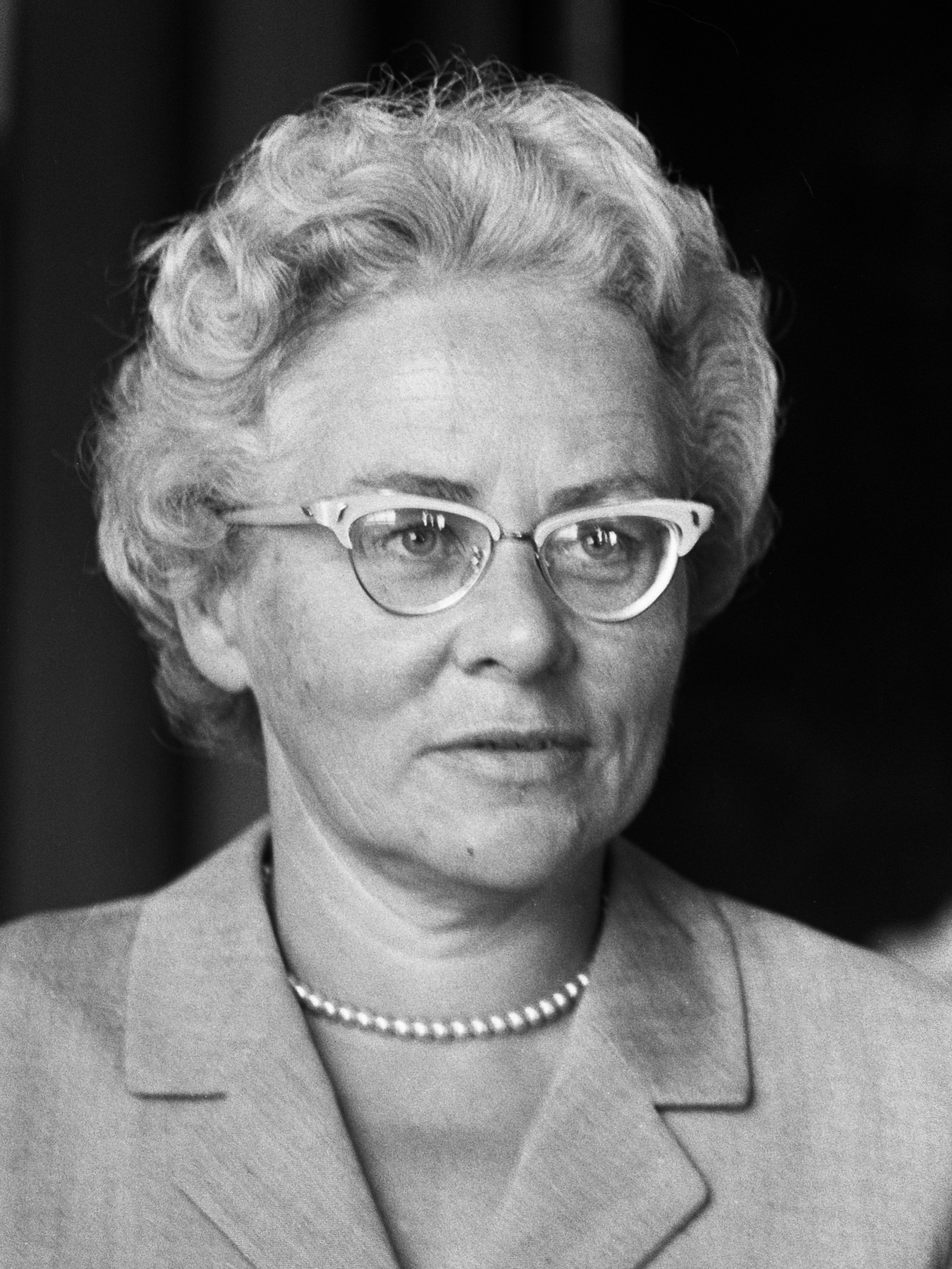
Jo Schouwenaar-Franssen (1963)

Johanna Frederika „Jo“ Schouwenaar-Franssen (Geburtsname: Johanna Frederika Franssen; * 3. Mai 1909 in Rotterdam; † 24. Dezember 1995 in Bilthoven, De Bilt, Provinz Utrecht) war eine niederländische Lehrerin und Politikerin der Partij van de Vrijheid (PvdV) sowie später der daraus hervorgegangenen Volkspartij voor Vrijheid en Democratie (VVD), die Mitglied der Ersten Kammer der Generalstaaten sowie zwischen 1963 und 1965 Ministerin für Sozialfürsorge im Kabinett von Ministerpräsident Victor Marijnen war.

## Leben
Johanna Frederika Franssen, Tochter eines Lehrers, begann nach dem Besuch des öffentlichen Gymnasium Haganum in Den Haag ein Studium der Klassischen Philologie an der Reichsuniversität Leiden, das sie nach dem Kandidatsexamen im Januar 1931 schließlich 1934 abschloss. Bereits zuvor begann sie 1930 eine Tätigkeit als Lehrerin für klassische Sprachen an einem Lyzeum in Den Haag und war dort bis zum 1. September 1936 tätig. Danach begann sie am 1. September 1936 eine Tätigkeit als Lehrer für klassische Sprachen am Gymnasium Erasmianum in Rotterdam und war daneben seit dem 1. September 1936 auch Lehrerin für klassische Sprachen und Altertumsgeschichte am Mädchenlyzeum von Rotterdam. Daneben absolvierte sie ein postgraduales Studium der Etruskologie an der Universität Perugia, welches sie mit einem Laureat beendete.
Nach Ende des Zweiten Weltkrieges begann Jo Schouwenaar-Franssen ihre politische Laufbahn in der Partij van de Vrijheid (PvdV), die sie zwischen dem 2. September 1946 und dem 6. September 1949 als Mitglied im Gemeinderat von Rotterdam vertrat. 1954 wurde sie Lehrerin an der 1926 von Kees Boeke und seiner Frau Beatrice „Betty“ Cadbury gegründeten reformpädagogischen Schule Werkplaats Kindergemeenschap und unterrichtete dort bis zum 24. Juli 1963 ebenfalls klassische Sprachen.
Am 6. November 1956 wurde sie für die aus der PvdV hervorgegangene Partij van de Vrijheid (PvdV) Mitglied der Ersten Kammer der Generalstaaten und gehörte dieser bis zum 24. Juli 1963 an. Daneben war sie zugleich vom 16. Januar 1961 bis zum 24. Juli 1963 als Vertreterin der Generalstaaten Mitglied des Europäischen Parlaments.
Ministerpräsident Victor Marijnen berief sie am 24. Juli 1963 als Ministerin für Sozialfürsorge (Minister van Maatschappelijk Werk) in dessen Kabinett, dem sie bis zum 14. April 1965 angehörte. Sie war damit als Nachfolgerin von Marga Klompé die zweite weibliche Ministerin der Niederlande.
Für seine politischen Verdienste wurde Jo Schouwenaar-Franssen am 20. April 1965 zur Großoffizierin des Orden von Oranien-Nassau ernannt. Nach ihrem Ausscheiden aus der Regierung unterrichtete sie seit August 1965 wieder klassische Sprachen, ehe sie vom 20. September 1966 bis zum 10. Mai 1971 erneut die VVD in der Ersten Kammer der Generalstaaten vertrat. Daneben war sie vom 6. September 1966 bis zum 1. September 1970 auch Mitglied des Gemeinderates von De Bilt.
1945 heiratete Jo Franssen den Marineoffizier und Politiker Arie Jan Schouwenaar, der zwischen 1958 und seinem Tod am 12. Dezember 1962 als Vertreter der sozialdemokratischen Partij van de Arbeid (PvdA) Mitglied der Zweiten Kammer der Generalstaaten war. Aus dieser Ehe gingen eine Tochter und zwei Söhne hervor, darunter Koos Schouwenaar, der unter anderem zwischen 2002 und 2012 Bürgermeister von Middelburg war und seit 2011 die VVD als Mitglied in der Ersten Kammer der Generalstaaten vertritt.
Der Neffe von Jo Schouwenaar-Franssen, Huub Franssen, war ebenfalls Mitglied der Zweiten Kammer der Generalstaaten und vertrat in dieser zwischen 1956 und 1977 ebenfalls die PvdA.